# México nos Jogos Olímpicos de Verão de 2020
O México participa nos Jogos Olímpicos de Verão de 2020. O responsável pela equipa olímpica é o Comitê Olímpico Mexicano, bem como as federações desportivas nacionais da cada desporto com participação. Nesta ocasião os Abandeirados da Delegação Mexicana serão o Clavadista Rommel Pacheco e a Golfista Gabriela López. Vai ser a vigésima quarta participação da nação nos Jogos Olímpicos de Verão. Os atletas foram prioratizados para vacinação em março.

## Atletismo
A delegação mexicana para os Jogos Olímpicos de Verão de 2020 está composta para o primeiro de março de 2020 por 10 atletas em 6 provas:
Eventos de pista.
| Atleta              | Evento                 | Heat          | Heat          | Semifinal     | Semifinal     | Final     | Final |
| Atleta              | Evento                 | Resultado     | Rank          | Resultado     | Rank          | Resultado | Rank  |
| ------------------- | ---------------------- | ------------- | ------------- | ------------- | ------------- | --------- | ----- |
| Paola Morán         | 400 metros femenino    |               |               |               |               |           |       |
| Jesús Tonatiu López | 800 metros homens      |               |               |               |               |           |       |
| Jesús Esparza       | Maratona homens        | Não anunciado | Não anunciado | Não anunciado | Não anunciado |           |       |
| Juan Joel Pacheco   | Maratona homens        | Não anunciado | Não anunciado | Não anunciado | Não anunciado |           |       |
| José Luis Santana   | Maratona homens        | Não anunciado | Não anunciado | Não anunciado | Não anunciado |           |       |
| Andrea Ramírez      | Maratona femenina      | Não anunciado | Não anunciado | Não anunciado | Não anunciado |           |       |
| Úrsula Sánchez      | Maratona femenina      | Não anunciado | Não anunciado | Não anunciado | Não anunciado |           |       |
| Daniela Torres      | Maratona femenina      | Não anunciado | Não anunciado | Não anunciado | Não anunciado |           |       |
| Julio César Salazar | Marcha 20 km masculina | Não anunciado | Não anunciado | Não anunciado | Não anunciado |           |       |
| Carlos Sánchez      | Marcha 20 km masculina | Não anunciado | Não anunciado | Não anunciado | Não anunciado |           |       |
| Alegna González     | Marcha 20 km femenino  | Não anunciado | Não anunciado | Não anunciado | Não anunciado |           |       |
| Ilse Guerrero       | Marcha 20 km femenino  | Não anunciado | Não anunciado | Não anunciado | Não anunciado |           |       |
| Isaac Palma         | Marcha 20 km masculina | Não anunciado | Não anunciado | Não anunciado | Não anunciado |           |       |

Eventos de campo.
| Atleta        | Evento                | Classificação | Classificação | Final         | Final         |
| Atleta        | Evento                | Distância     | Posição       | Distância     | Posição       |
| ------------- | --------------------- | ------------- | ------------- | ------------- | ------------- |
| Diego do Real | Lançamento de martelo | Não anunciado | Não anunciado | Não anunciado | Não anunciado |

## Basebol
A Selecção de beisebol do México classificou-se pela primeira vez nos Jogos Olímpicos ao ganhar a medalha de bronze sobre os Estados Unidos e assegurar um posto absoluto como a equipa mais alta das Américas no WBSC Premier12 de 2019 em Tóquio, Japão.

- - 1 Equipa com 24 Atletas

## Ciclismo
A delegação mexicana para os Jogos Olímpicos de Verão de 2020 está composta para o primeiro de março de 2020 por 5 atletas em 6 provas:

### Ciclismo de pista
Keirin
| Athlete | Event           | 1.ª Rodada | Repescagem | 2.ª Rodada | 3.ª Rodada | Final |
| Athlete | Event           | Rank       | Rank       | Rank       | Rank       | Rank  |
| ------- | --------------- | ---------- | ---------- | ---------- | ---------- | ----- |
|         | Keirin feminino |            |            |            |            |       |
|         |                 |            |            |            |            |       |

Omnium
| Atleta | Evento          | Scratch | Scratch | Perseguição Individual | Perseguição Individual | Corrida de Eliminação | Corrida de Eliminação | Corrida de Pontos | Corrida de Pontos | Pontos Totais | Rank |
| Atleta | Evento          | Rank    | Pontos  | Rank                   | Pontos                 | Rank                  | Pontos                | Rank              | Pontos            | Pontos Totais | Rank |
| ------ | --------------- | ------- | ------- | ---------------------- | ---------------------- | --------------------- | --------------------- | ----------------- | ----------------- | ------------- | ---- |
|        | Omnium feminino |         |         |                        |                        |                       |                       |                   |                   |               |      |

Velocidade
| Atleta | Evento              | Qualificação            | Qualificação | Round 1                          | Repescagem 1                     | Round 2                          | Repescagem 2                     | Quartos de Final                 | Semifinal                        | Final                            | Final |
| Atleta | Evento              | Tempo Velocidade (km/h) | Rank         | Oponente Tempo Velocidade (km/h) | Oponente Tempo Velocidade (km/h) | Oponente Tempo Velocidade (km/h) | Oponente Tempo Velocidade (km/h) | Oponente Tempo Velocidade (km/h) | Oponente Tempo Velocidade (km/h) | Oponente Tempo Velocidade (km/h) | Rank  |
| ------ | ------------------- | ----------------------- | ------------ | -------------------------------- | -------------------------------- | -------------------------------- | -------------------------------- | -------------------------------- | -------------------------------- | -------------------------------- | ----- |
|        | Velocidade feminino |                         |              |                                  |                                  |                                  |                                  |                                  |                                  |                                  |       |
|        |                     |                         |              |                                  |                                  |                                  |                                  |                                  |                                  |                                  |       |

Equipa de velocidade
| Atleta | Evento                        | Qualificação            | Qualificação | Semifinal                        | Semifinal | Final                            | Final |
| Atleta | Evento                        | Tempo Velocidade (km/h) | Rank         | Oponente Tempo Velocidade (km/h) | Rank      | Oponente Tempo Velocidade (km/h) | Rank  |
| ------ | ----------------------------- | ----------------------- | ------------ | -------------------------------- | --------- | -------------------------------- | ----- |
|        | Equipa de Velocidade Feminino |                         |              |                                  |           |                                  |       |

### Ciclismo de estrada
| Atleta | Evento            | Tempo | Rank 1° |
| ------ | ----------------- | ----- | ------- |
|        | Estrada masculina |       |         |
|        | Estrada femenino  |       |         |

## Saltos ornamentais
A delegação Mexicana para os Jogos Olímpicos de Verão de 2020 está composta para o primeiro de março de 2020 por 12 praças não nominais em 6 provas:

## Equestre
A delegação Mexicana para os Jogos Olímpicos de Verão de 2020 está composta para o primeiro de março de 2020 por 5 praças não nominais em 3 provas:

### Adrestamento
| Atleta | Evento                                | Preliminar    | Preliminar    | Semifinal     | Semifinal     | Final     | Final |
| Atleta | Evento                                | Pontuação     | Rank          | Pontuação     | Rank          | Pontuação | Rank  |
| ------ | ------------------------------------- | ------------- | ------------- | ------------- | ------------- | --------- | ----- |
|        | Trampolim 3 m masculina               |               |               |               |               |           |       |
|        | Trampolim 3 m femenino                |               |               |               |               |           |       |
|        | Plataforma 10 m masculina             |               |               |               |               |           |       |
|        | Plataforma 10 m femenino              |               |               |               |               |           |       |
|        | Trampolim 3 m sincronizados masculina | Não anunciado | Não anunciado | Não anunciado | Não anunciado |           |       |
|        | Trampolim 3 m sincronizados femenino  | Não anunciado | Não anunciado | Não anunciado | Não anunciado |           |       |

|        |        |                         | Grand Prix | Grand Prix | Grand Prix | Grand Prix |                    |                    |                         | Rank |
| Atleta | Cavalo | Evento                  | Dia 1      | Dia 1      | Dia 2      | Dia 2      | Grand Prix Special | Grand Prix Special | Grand Prix Estilo Livre | Rank |
| Atleta | Cavalo | Evento                  | Pontuação  | Rank       | Pontuação  | Rank       | Pontuação          | Rank               | Pontuação               | Rank |
| ------ | ------ | ----------------------- | ---------- | ---------- | ---------- | ---------- | ------------------ | ------------------ | ----------------------- | ---- |
|        |        | Adrestamento individual |            |            |            |            |                    |                    |                         |      |

### Salto
| Atleta | Cavalo | Evento            | Qualificação | Qualificação | Final     | Final | Total     | Total |
| Atleta | Cavalo | Evento            | Penalties    | Rank         | Penalties | Rank  | Penalties | Rank  |
| ------ | ------ | ----------------- | ------------ | ------------ | --------- | ----- | --------- | ----- |
|        |        | Salto Individual  |              |              |           |       |           |       |
|        |        |                   |              |              |           |       |           |       |
|        |        |                   |              |              |           |       |           |       |
|        |        | Salto por Equipas |              |              |           |       |           |       |

## Ginástica artística
A delegação Mexicana para os Jogos Olímpicos de Verão de 2020 está composta para o primeiro de março de 2020 por 2 atletas em 2 provas:

### Artística
Masculina
| Atleta        | Evento      | Qualificação | Qualificação | Final     | Final |
| Atleta        | Evento      | Pontuação    | Rank         | Pontuação | Rank  |
| ------------- | ----------- | ------------ | ------------ | --------- | ----- |
| Daniel Corral | All-arround |              |              |           |       |

Femenino
| Atleta       | Evento      | Qualificação | Qualificação | Final     | Final |
| Atleta       | Evento      | Pontuação    | Rank         | Pontuação | Rank  |
| ------------ | ----------- | ------------ | ------------ | --------- | ----- |
| Alexa Moreno | All-arround |              |              |           |       |

## Natação artística
A delegação Mexicana para os Jogos Olímpicos de Verão de 2020 está composta para o primeiro de março de 2020 por 2 atletas em 1 prova:

### Resultados
| Atleta                       | Evento         | Rotina livre (preliminar) | Rotina livre (preliminar) | Rotina técnica | Rotina técnica          | Rotina técnica | Rotina livre (final) | Rotina livre (final) |
| Atleta                       | Evento         | Pontuação                 | Rank                      | Pontuação      | Total (técnica + livre) | Rank           | Pontuação            | Rank                 |
| ---------------------------- | -------------- | ------------------------- | ------------------------- | -------------- | ----------------------- | -------------- | -------------------- | -------------------- |
| Nuria Diosdado Joana Jiménez | Dueto femenino |                           |                           |                |                         |                |                      |                      |

## Pentatlo moderno
A delegação mexicana para os Jogos Olímpicos de Verão de 2020 está composta para o primeiro de março de 2020 por uma atleta numa prova:
| Atleta        | Evento   | Rodada de Classificação de Esgrima | Rodada de Classificação de Esgrima | Rodada de Classificação de Esgrima | Natação (200 m livres) | Natação (200 m livres) | Natação (200 m livres) | Rodada adicional de Esgrima | Rodada adicional de Esgrima | Rodada adicional de Esgrima | Hipismo (Salto equestre) | Hipismo (Salto equestre) | Hipismo (Salto equestre) | Prova Combinada | Prova Combinada | Pontuação Total | Rank Final |
| Atleta        | Evento   | Resultado                          | Rank                               | Pontuação                          | Tempo                  | Rank                   | Pontuação              | Resultado                   | Rank                        | Pontuação                   | Penalização              | Rank                     | Pontuação                | Rank            | Pontuação       | Pontuação Total | Rank Final |
| ------------- | -------- | ---------------------------------- | ---------------------------------- | ---------------------------------- | ---------------------- | ---------------------- | ---------------------- | --------------------------- | --------------------------- | --------------------------- | ------------------------ | ------------------------ | ------------------------ | --------------- | --------------- | --------------- | ---------- |
| Mariana Arceo | Femenino |                                    |                                    |                                    |                        |                        |                        |                             |                             |                             |                          |                          |                          |                 |                 |                 |            |

## Softbol
A Selecção feminina de softbol do México classificou-se para os Jogos Olímpicos ao terminar entre os dois primeiros do Evento de Qualificação de WBSC Women's Softball Americas em Surrey, Columbia Britânica, Canadá.

- - 1 equipa com 15 Atletas

## Futebol masculina
A Selecção de futebol sub-23 do México classificou-se para os Jogos Olímpicos no Pré-olímpico da Concacaf de 2020

## Tiro
A delegação Mexicana para os Jogos Olímpicos de Verão de 2020 está composta para o primeiro de março de 2020 por 5 atletas em 6 prova:
| Atleta             | Evento                          | Qualificação | Qualificação | Final     | Final |
| Atleta             | Evento                          | Pontuação    | Rank         | Pontuação | Rank  |
| ------------------ | ------------------------------- | ------------ | ------------ | --------- | ----- |
| Edson Ramírez      | 10 m Rifle de Ar Masculino      |              |              |           |       |
| José Luis Sánchez  | 50 m Rifle 3 Posições Masculino |              |              |           |       |
| Gabriela Rodríguez | Tiro ao Prato Feminino          |              |              |           |       |
| Jorge Orozco       | Fossa Masculino                 |              |              |           |       |
| Jorge Orozco       | Fossa Equipa Mista              |              |              |           |       |
| Alejandra Ramírez  |                                 |              |              |           |       |
| Fossa Feminino     |                                 |              |              |           |       |

## Tiro com arco
A delegação mexicana para os Jogos Olímpicos de Verão de 2020 está composta para o primeiro de março de 2020 por uma atleta numa prova:
| Arqueiro           | Evento              | Classificação | Classificação | Rodada de 64       | Rodada de 32       | Rodada de 16       | Quartos de final   | Semifinal          | Terceiro Lugar     | Final              | Posição |
| Arqueiro           | Evento              | Pontuação     | Rank          | Oponente Pontuação | Oponente Pontuação | Oponente Pontuação | Oponente Pontuação | Oponente Pontuação | Oponente Pontuação | Oponente Pontuação | Posição |
| ------------------ | ------------------- | ------------- | ------------- | ------------------ | ------------------ | ------------------ | ------------------ | ------------------ | ------------------ | ------------------ | ------- |
| Alejandra Valencia | Individual femenino |               |               |                    |                    |                    |                    |                    |                    |                    |         |

## Vela
A delegação mexicana para os Jogos Olímpicos de Verão de 2020 está composta para o primeiro de março de 2020 por 4 praças não nominais em 4 provas:
| Atleta | Evento                | Corrida 1 | Corrida 1 | Corrida 2 | Corrida 2 | Corrida 3 | Corrida 3 | Corrida 4 | Corrida 4 | Corrida 5 | Corrida 5 | Corrida 6 | Corrida 6 | Corrida 7 | Corrida 7 |
| Atleta | Evento                | Tempo     | Rank      | Tempo     | Rank      | Tempo     | Rank      | Tempo     | Rank      | Tempo     | Rank      | Tempo     | Rank      | Tempo     | Rank      |
| ------ | --------------------- | --------- | --------- | --------- | --------- | --------- | --------- | --------- | --------- | --------- | --------- | --------- | --------- | --------- | --------- |
|        | RS:X masculina        |           |           |           |           |           |           |           |           |           |           |           |           |           |           |
|        | RS:X femenino         |           |           |           |           |           |           |           |           |           |           |           |           |           |           |
|        | Laser Radial femenino |           |           |           |           |           |           |           |           |           |           |           |           |           |           |
|        | Finn Masculina        |           |           |           |           |           |           |           |           |           |           |           |           |           |           |

| Atleta | Evento                | Corrida 8 | Corrida 8 | Corrida 9 | Corrida 9 | Corrida 10 | Corrida 10 | Corrida 11 | Corrida 11 | Corrida 12 | Corrida 12 | Corrida por Medalhas | Corrida por Medalhas | Final  | Final |
| Atleta | Evento                | Tempo     | Rank      | Tempo     | Rank      | Tempo      | Rank       | Tempo      | Rank       | Tempo      | Rank       | Tempo                | Rank                 | Pontos | Rank  |
| ------ | --------------------- | --------- | --------- | --------- | --------- | ---------- | ---------- | ---------- | ---------- | ---------- | ---------- | -------------------- | -------------------- | ------ | ----- |
|        | RS:X masculina        |           |           |           |           |            |            |            |            |            |            |                      |                      |        |       |
|        | RS:X femenino         |           |           |           |           |            |            |            |            |            |            |                      |                      |        |       |
|        | Laser Radial femenino |           |           |           |           |            |            |            |            |            |            |                      |                      |        |       |
|        | Finn Masculina        |           |           |           |           |            |            |            |            |            |            |                      |                      |        |       |